# Ruth Maier

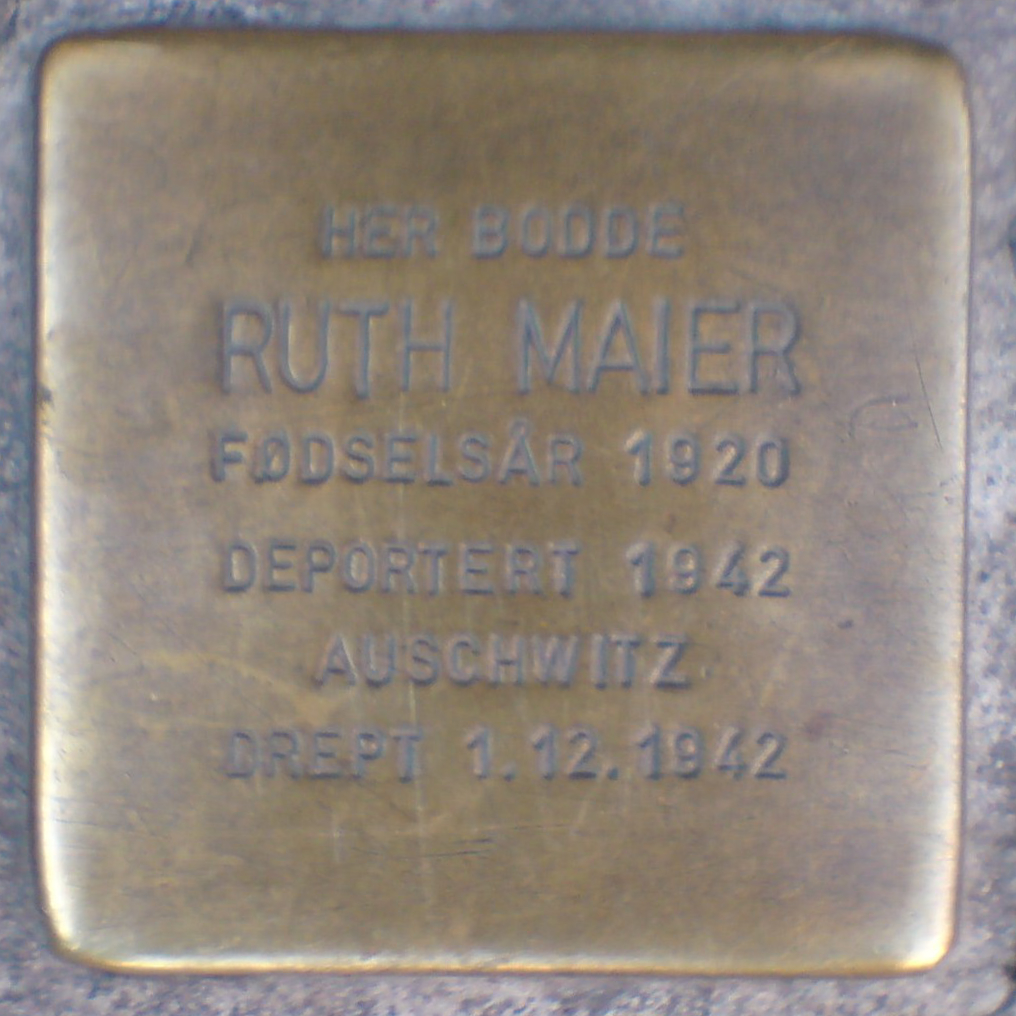
Snubbelsten, Dalsbergstien 3, Maiers bostad i Oslo.

Ruth Maier, född 10 november 1920 i Wien i Österrike, död 1 december 1942 i Auschwitz i Polen, var en österrikisk judinna. Hon sökte förgäves undkomma judeförföljelsen genom att söka skydd i Norge. Hennes 2007 postumt utgivna dagböcker har fått henne att kallas "Norges Anne Frank".

## Biografi
Maiers far var filosofie doktor och språkman (talade nio språk), och hade en hög post i det österrikiska post- och telegrafverket. Han dog 1933.
Maiers dagböcker är bevarade från 1933 till 1942. I dessa beskrev hon den gradvis allt värre situationen för Österrikes judiska befolkning efter Anschluss 1938, och om sin längtan efter familjen när hon skildes från dem. Hennes yngre syster Judith hade lyckats komma till Storbritannien. Ruth hade via den döde faderns kontakter i telebranschen hittat en norsk familj i Lillestrøm strax utanför Oslo dit hon fick flytta. Hon anlände till Norge i januari 1939, och visade sin stora språkliga begåvning genom att lära sig norska på mindre än ett år och snabbt ta studenten. Under ett sommarläger träffade hon den blivande poeten Gunvor Hofmo. De två blev ett par och bodde och arbetade på flera platser i Norge. Maier var även modell för en av skulptören Gustav Vigelands bronsskulpturer, som i dag står i Vigelandsparken i Oslo.
Den 26 november 1942 arresterades Maier, och deporterades till Tyskland med fångfartyget S/S Donau samma dag. Hon anlände till Auschwitz 1 december 1942 och fördes direkt till gaskamrarna.

## Postumt erkännande
Ruth Maiers partner Gunvor Hofmo försökte 1953, efter att hon själv blivit en uppburen författare, få ett norskt förlag att ge ut Maiers dagböcker och brev, men det refuserades. Efter Hofmos död 1995 skrev den norske författaren Jan Erik Vold Hofmos biografi, där Maiers roll som nära vän och "tvillingsjäl" till Hofmo var en viktig del. Volds bedömning var att Maier var ett huvudtema i Hofmos senare diktning: "Hennes diktning har förlusten av den närmaste, den käraste, den nödvändigaste som ett ledande tema".
Vold hade tillgång till Hofmos efterlämnade papper och därmed även Maiers dagböcker och brev. Han redigerade dessa och sammanställde dem i en bok som kom ut 2007, Ruth Maiers dagbok: en jødisk flyktning i Norge (svensk översättning av Staffan Söderblom, Ruth Maiers dagbok: en judisk flykting i Norge, Norstedt, 2009), som i ett slag gjorde den tidigare relativt okända Maiers öde och namn känt i Norge. Vold var mycket imponerad av den höga litterära nivån på dagböckerna.
Gunvor Hofmo skrev i en norsk litterär tidskrift 1948 om Ruth Maier som lyrisk skribent: "… hennes språk är så klart, så uttrycksfullt, att det får en att tänka på Stefan Zweig och Rilke … den isolerade judinnans ensamhet och ångest, ett ungt sinnes reaktion på kriget och lidandet."